# Главна зграда Министарства спољних послова Русије
Главна зграда Министарства спољних послова Русије је један од стаљинистичких облакодера Седам сестара, коју су дизајнирали и радове надгледали В. Г. Гелфрајх и А. Б. Минкус. 

## Карактеристике
Облакодер има 27 нивоа и висок је 172 m. Ентеријер је украшен камењем и металима. На врху крова се налази метални торањ који представља његову силуету са осталих шест сестара.

## Историја
Облакодер је постављен 1948. и завршен 1953. године. Према биографији архитекте Минкуса (објављена 1982. године), нацрти планова су први пут направљени 1946. године. Тренутно се у згради налазе канцеларије Министарства спољних послова Русије.